# Sébastien Grenier
Pour les articles homonymes, voir Grenier (homonymie).
Sébastien Grenier, né le 3 janvier 1979 à Vesoul, est un auteur de bande dessinée, peintre, illustrateur et musicien français.

## Biographie
Sebastien Grenier travaille à la peinture acrylique et huiles. 
Si l’essentiel de son temps est consacré à la bande dessinée, il pratique également l’illustration (couvertures BD , romans , jeux vidéos, jeux de rôle) et réalise des peintures de commande pour les collectionneurs.
De 2008 à 2014, il dessine la série Arawn (sur un scénario de Ronan Le Breton), série qui a été diffusée aux USA via le magazine Heavy Metal.
Il travaille actuellement[Quand ?] sur La Cathédrale des abymes avec Jean-Luc Istin au scénario : les 3 premiers tomes sont sortis courant 2018 et 2019.
En 2020, il dessine un tome de la série Orcs et Gobelins, en parallèle du tome 4 de La Cathédrale des Abymes.
Il pratique la guitare électrique et reste actif dans le milieu de la scène metal (concerts, enregistrements d'albums).

## Œuvres
- Arawn (dessin et couleurs), avec Ronan Le Breton (scénario), Soleil

1. Bran le maudit (2008)
2. Les Liens du sang (2009)
3. La Bataille de Cad Goddun (2010)
4. Le Chaudron de sang (2011)
5. Résurrection (2012)
6. La Terre brûlée  (2014)

- La Cathédrale des Abymes (dessin et couleurs), avec Jean-Luc Istin (scénario), Soleil

1. L'Évangile d'Ariathie (2018)
2. La Guilde des assassins (2019)
3. Quand vient le sage ... (2019)
4. Les splendeurs de Soo  (2022)

- Guerrières Celtes, album collectif, Soleil (2009)

- Les Korrigans, album collectif, Soleil (2006)

- Légendes de la Table Ronde, avec Ronan Le Breton (scénario), Soleil

3. Le Chevalier noir (2006)